# Rima adjectivada
La rima adjectivada és un recurs retòric que afecta la rima i la determina d'una manera molt concreta. La rima correspon no només als sons, sinó que també hi ha un canvi en el gènere de la paraula, així, en la primera posició de rima hi ha una paraula masculina i en la segona posició hi ha la mateixa paraula en femení. És un recurs propi de la tradició del trobar ric i en català un dels millors exemples és la Çançó adjectivada del Capellà de Bolquera, inclosa al Cançoneret de Ripoll, que es data a principis del segle XIV:
Li fayts Dieu són escurs
pus que la nit escura